# Crochet orbital

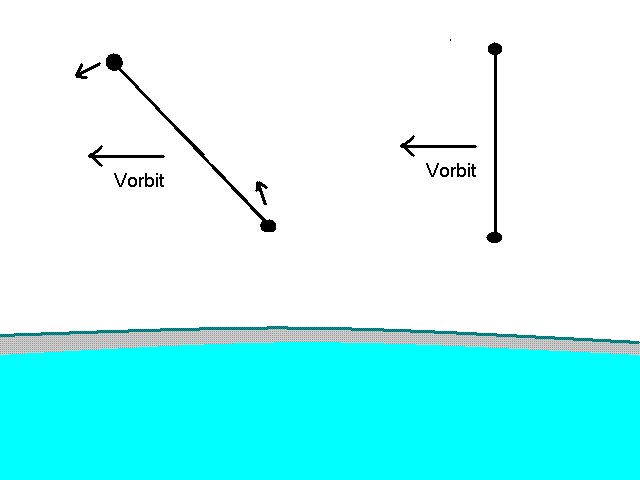
Un crochet en rotation ou stationnaire en orbite.

Un crochet orbital est une structure en forme de câble utilisant le transfert de moment angulaire pour placer des charges utiles dans l'espace. Une lourde station spatiale en orbite est connectée à un câble qui s'étend vers le bas en direction de la haute atmosphère. Les charges à mettre en orbite (qui sont beaucoup plus légères que la station) sont accrochées à l'extrémité du câble lors du passage de ce dernier. La station spatiale est alors équipée d'un système de propulsion (fusées, électromagnétique ou autre) pour rester en orbite malgré la capture de la charge.
Le crochet orbital diffère de l'ascenseur spatial. En effet, le câble du crochet serait beaucoup plus court et n'entre pas en contact avec le sol. Pour réussir à utiliser un crochet orbital il est cependant nécessaire de disposer de fusées ou avions permettant d'emporter les charges sur une trajectoire sub-orbitale.

## Histoire
Différents concepts et versions ont été proposées, à commencer par Isaacs en 1966,, Artsutanov en 1967,, Pearson et Colombo en 1975, Kalaghan en 1978, et Braginski en 1985. Les versions avec le meilleur potentiel impliquent un câble court en orbite terrestre basse qui tourne dans son plan orbital et dont les extrémités rasent la haute atmosphère de la Terre. Avec le mouvement de rotation le crochet annule quasiment sa vitesse relative au sol lors de sa descente. Ces versions ont été proposées par Moravec en 1976,, et Sarmont en 1994.
Quand le scientifique italien Giuseppe Colombo proposa au début des années 1970 l'idée d'utiliser un câble verrouillé par force des marées pour stabiliser les satellites d'observation, la NASA a officiellement commencé à évaluer, en 1979, les éventuelles applications de long câbles dans l'espace. Cela a entraîné une navette américaine à realiser un test réel : la mission "TSS-1R", lancée le 22 février 1996 lors de la mission STS-75. L'objectif était la caractérisation du comportement d'un long câble dans l'espace et de la physique des plasmas spatiaux. Le satellite italien a été déployé à une distance de 19,7km de la Navette Spatiale.
Un ingénieur a spéculé en 1994, que le crochet pourrait être compétitif face à un ascenseur spatial classique.
En 2000 et 2001, Boeing Phantom Works, avec une subvention de la NASA Institute for Advanced Concepts, effectue une étude détaillée de l'ingénierie et de la faisabilité commerciale de divers crochets. Ils ont étudié en détail une variante appelé "Hypersonic Space Tether Orbital Launch System" ou HASTOL. Cette conception fait intervenir un avion hypersonique équipé de superstatoréacteurs volant à Mach 10 (10 fois la vitesse du son) pour intercepter un crochet orbital rotatif.
Bien qu'aucun crochet n'ait encore été construit, il y a eu un certain nombre de vols et expériences pour explorer les différents aspects des câbles spatiaux.

## Types de crochets

### Non tournant

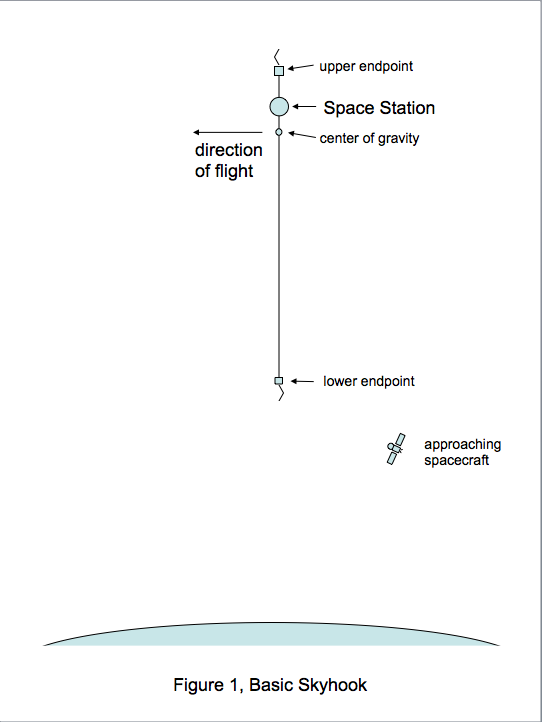
Long de 200 km, tel que proposé par E. Sarmont en 1990

Un crochet non rotatif est un câble vertical tendu par gradient de gravité. L’extrémité inférieure du câble "touche" le haut de l'atmosphère (côté Terre). C'est cette apparence qui a conduit à l'adoption de la dénomination anglaise skyhook dans la mesure où il a l'air d'un crochet suspendu au ciel.

### Le modèle en rotation

Si la vitesse orbitale et la vitesse de rotation du câble sont synchrones, le crochet au bout du câble suit une courbe cycloïde. Au point le plus bas il est momentanément immobile par rapport au sol, il peut alors accrocher une charge utile et la balancer littéralement sur orbite.

En faisant tourner le câble autour de son centre de gravité dans une direction opposée à son mouvement orbital, la vitesse du crochet vis-à-vis du sol peut être réduite. Cela diminue la difficulté de rencontre avec la charge utile et permet l'utilisation de moyens sub-orbitaux moins puissants.
La rotation du câble peut être choisie pour correspondre exactement à sa vitesse orbitale d'environ 8km/s. Dans cette configuration, le crochet décrit une trajectoire cardioïde. Du point de vue de la terre, le crochet semble descendre presque à la verticale, s’immobilise un instant, puis monter à nouveau. Cette configuration minimise la traînée aérodynamique permettant au crochet de descendre à plus basse altitude,. Toutefois, selon l'étude HASTOL, un crochet de ce genre en orbite autour de la Terre nécessiterait un très grand contrepoids, de l'ordre de 1000 à 2000 fois la masse de la charge utile. De plus le câble devrait être mécaniquement remonté après la capture pour conserver sa synchronisation.

La Phase I de l'Avion Hypersonique de lancement par crochet orbitaux (HASTOL en anglais), publiée en 2000, a proposé un câble de 600 km de long, sur une orbite équatoriale à 610-700 km d'altitude. La vitesse du crochet est de 3,5 km/s. Le rendez-vous avec cette structure s'effectue à 3,6 km/s (Mach 10) à une altitude de 100 km. Le câble serait fabriqué de matériaux disponibles dans le commerce: Principalement du Spectra 2000 (une sorte de polyéthylène de masse molaire très élevée). Les derniers 20km du câble serait fait de Zylon PBO (résistant à la chaleur). Avec une charge utile nominale de 14 tonnes, le câble pèserait 1 300 tonnes, soit 90 fois la masse de la charge utile. Les auteurs ont déclaré:

Le principal message que nous voulons laisser au lecteur est: "Nous n'avons pas besoin de la magie de matériaux comme les nanotubes Buckminster-Fuller-carbone pour réaliser le crochet orbital pour un système de type HASTOL. Les matériaux existants feront l'affaire.

La deuxième phase de l'étude HASTOL, publiée en 2001, a proposé d'augmenter la vitesse au point d'intersection à Mach 15 voire 17. L'augmentation de l'altitude d'interception à 150 km est aussi proposé. Cela permettrait de réduire la masse du système par un facteur de trois. L'augmentation de la vitesse serait obtenu en utilisant un étage de fusée réutilisable au lieu d'utiliser simplement des avions. En particulier, il était à craindre que les polymères du câble soient rapidement érodés par l'oxygène atomique; ce point engendre un niveau de maturité technologique de 2.